# 鄭明鶴
鄭 明鶴（鄭 明学、チョン・ミョンハク、朝鮮語: 정명학）は、朝鮮民主主義人民共和国の政治家。朝鮮労働党中央委員会検閲委員会第1副委員長、朝鮮労働党中央委員会委員候補、最高人民会議代議員などを歴任した。

## 経歴
出生地や生年月日は不明。万景台革命学院卒業。1950年に勃発した朝鮮戦争では、金日成の護衛部隊に服務した。1990年に最高人民会議第9期代議員に選出され、2009年に朝鮮労働党中央委員会検閲委員会第1副委員長に選出された。2010年9月28日に開催された第3回党代表者会で、党中央委員会委員候補に選出された。2016年5月9日に開催された朝鮮労働党中央委員会第7期第1回総会で、党中央委員会検閲委員会第1副委員長に再選された。
2021年1月5日から開催された朝鮮労働党第8次大会で党中央委員会検閲委員会が廃止されたため、同委員会第1副委員長から退任し、党中央委員候補から脱落した。

## 参考サイト
북한정보포털